# Coelogyne barbata
Coelogyne barbata là một loài phong lan.

## Hình ảnh

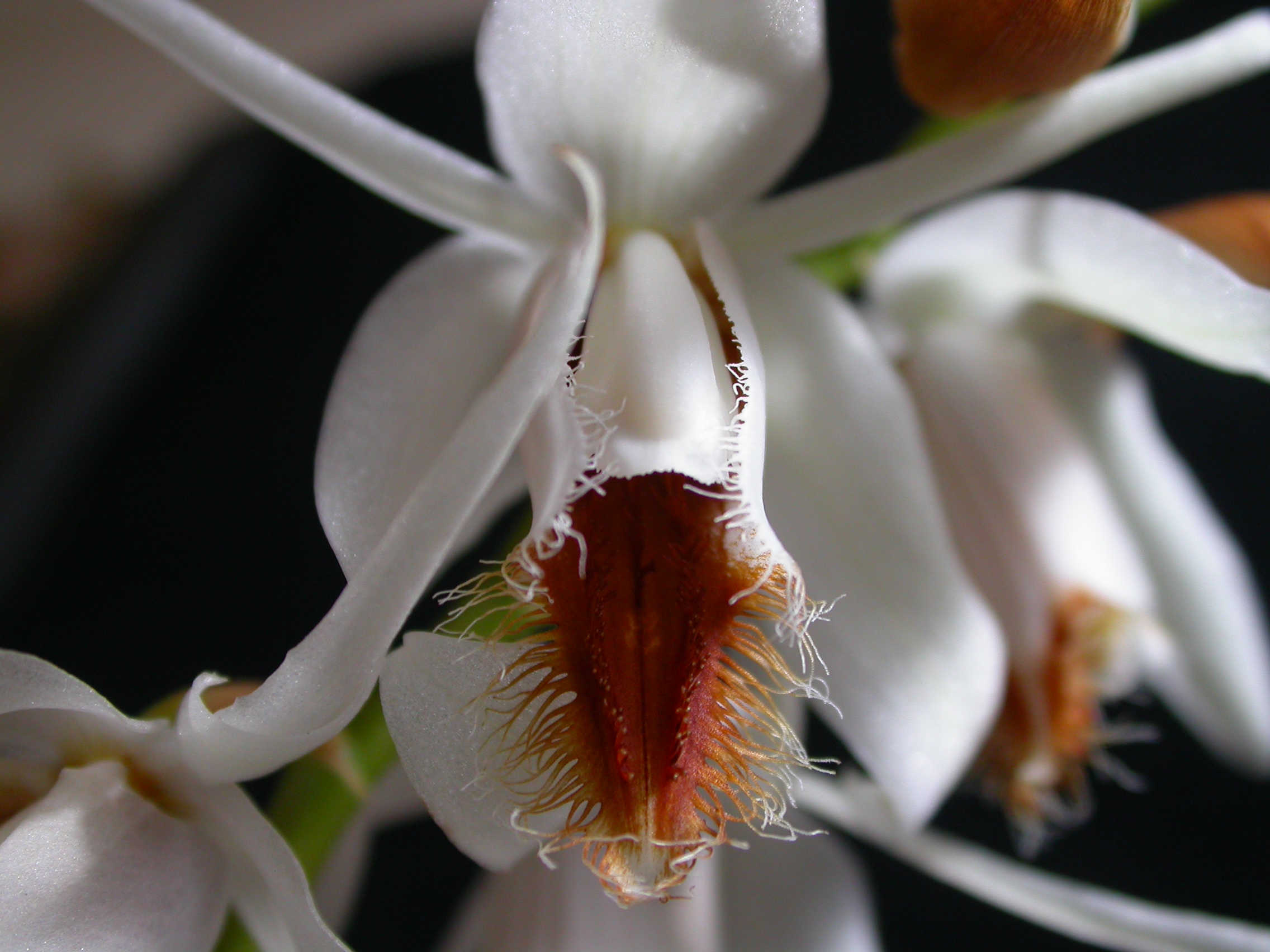